# Madison Plaza
Madison Plaza est un gratte-ciel de Chicago (Illinois) qui se situe au 200 West Madison Street, dans le secteur du Loop, dans Downtown Chicago. Le bâtiment s'élève à 599 pieds (182 mètres) et contient 45 étages. 
Achevé en 1982, le Madison Plaza est actuellement le 43e plus haut bâtiment de la ville. 
Le cabinet d'architectes qui a conçu le bâtiment est Skidmore, Owings and Merrill, une société de Chicago qui a aussi conçu la Willis Tower, le 875 North Michigan Avenue et le One World Trade Center à New York